# 시베쓰정 (홋카이도 가미카와군)
시베쓰정(일본어: 士別町)은 일본 홋카이도 가미카와군에 설치되었던 정이다. 현재의 시베쓰시에 해당한다.